# 青岛科大站
青岛科大站是青岛地铁蓝谷快线的地铁车站，位于中华人民共和国山东省青岛市崂山区松岭路与辽阳东路交叉口南侧，于2018年4月23日开通。

## 车站结构
青岛科大站位于松岭路与辽阳东路交叉口南侧，沿松岭路设置，呈南北走向，为地下两层岛式站台车站，车站长157米，宽21.22米，车站地下一层为站厅层，地下二层为站台层，站台设置全高站台门。
| 地面              | 出入口 | A、B出入口                                                                                                  |
| 地下一层          | 站厅   | 客服中心、自动售票机、验票机                                                                                |
| 地下二层          | 站台   | \| \| \| 蓝谷快线往钱谷山（张村） \| \| 島式 · 開左邊车门 \| \| \| \| \| \| 蓝谷快线往苗岭路（青岛二中） \| |
|                   |        | 蓝谷快线往钱谷山（张村）                                                                                    |
| 島式 · 開左邊车门 |        | |
|                   |        | 蓝谷快线往苗岭路（青岛二中）                                                                                |

## 出入口
青岛科大站共设2个出入口，各出口及周围设施如下所示：
| 编号                | 指示                     | 建议前往的目的地     | 图片 |
| ------------------- | ------------------------ | -------------------- | ---- |
| A · 出口            | 松岭路(西)，辽阳东路(南) | 青岛科技大学崂山校区 |      |
| B · 出口 · （设有） | 松岭路(东)，辽阳东路(南) | 鲁商蓝岸丽舍         |      |
| 图例： 设有         |                          |                      |      |

## 接驳交通

### 公交车
- 青岛科大：382路，610路，621路，638路，临2路

## 车站历史
本站工程名为辽阳东路站，公示站名为午山站，正式站名为青岛科大站，以车站附近的青岛科技大学命名。
- 2018年4月23日，车站随蓝谷快线（时称11号线）通车开通[1]。